# Аннаберг (район)
Аннаберг (нім. Landkreis Annaberg) — колишній район у Німеччині.
Центр району — місто Аннаберг-Бухгольц. Район входив до землі Саксонія. Підпорядкований був адміністративному округу Хемніц. Займав площу 438,17 км². Населення — 81 900 осіб (2007). Густота населення — 187 осіб/км².
Офіційний код району —14 1 71.
Район поділявся на 17 громад.
1 серпня 2008 внаслідок реформи громад район Аннаберг разом з колишніми районами Ауе-Шварценберг, Штолльберг та Середні Рудні Гори увійшов до складу нового району Рудні Гори.

## Міста та громади
Міста
1. Аннаберг-Буххольц (22.655)
2. Гайер (4.001)
3. Йештадт (3.201)
4. Обервізенталь (2.633)
5. Тум (5.776)
6. Шайбенберг (2.331)
7. Шлеттау (2.688)
8. Ельтерлайн (3.202)
9. Еренфрідерсдорф (5.225)

Громади
1. Беренштайн (2.682)
2. Візенбад (3.710)
3. Гелена (4.671)
4. Зематаль (7.265)
5. Кенігсвальд (2.388)
6. Кроттендорф (4.541)
7. Мільденау (3.728)
8. Танненберг (1.249)

Об'єднання громад
1. Управління Беренштайн
2. Управління Гайер
3. Управління Шайбенберг-Шлеттау